# Leuchtfeuertypen
Die Leuchtfeuertypen unterscheiden den Einsatzzweck des Objekts für die nautische Navigation. Sehr oft gibt es Überschneidungen bei mehrfachem Nutzen. So ist ein Leuchtturm auch fast immer eine Tagessichtmarke und kann zusätzlich als Wach-, Beobachtungs- und Aussichtsturm, als Träger von Funk-/Radareinrichtungen und Träger für Schallsignale dienen.
Davon zu unterscheiden sind die Typen der Kennung, wie beispielsweise Funkelfeuer, Festfeuer oder Blinkfeuer.
In Listen und Beschreibungen der Leuchtfeuer sind oft Funktionen angegeben, die durch Stilllegung inzwischen aufgegeben wurden.
| Typ                                   | Funktion |
| ------------------------------------- | --- |
| Leitfeuer                             | Einzelfeuer, die durch Sektoren mit verschiedener Kennung ein Fahrwasser bezeichnen. Dabei strahlen sie mittig in einem Fahrsektor eine bestimmte Kennung aus, seitlich davon in Warnsektoren andere Kennungen.                                                           |
| Molenfeuer                            | Steht am Kopf einer Mole (Hafenmauer). Diese Seezeichen kennzeichnen als Lateralzeichen die Einfahrt in einen Hafen oder in eine enge Schiffspassage (Lateralsystem). |
| Orientierungsfeuer                    | Sie dienen zur genauen Positionsbestimmung auf geringere Entfernung. Da sie nur aus der Nähe gesehen werden müssen, sind keine leistungsstarken Lichtquellen notwendig. Oft sind die Laternen nur an einer Seite verglast, da nur ein bestimmter Winkel zu markieren ist. |
| Quermarkenfeuer                       | Sektorenfeuer, die quer zum Kurs leuchten. Sie markieren mit einem mittleren Sektor den Bereich, in dem zum Beispiel eine Kursänderung notwendig ist. |
| Richtfeuer (Ober-/Mittel-/Unterfeuer) | Untertyp der Leuchtfeuer und dient dazu, ein Fahrwasser anzuzeigen. Mittelfeuer sind relativ selten. |
| Seefeuer                              | Es markiert einen Ort, der Schiffen eine Positionsbestimmung ermöglicht. |
| Anlandefeuer                          | Das erste Licht, das ein Beobachter sieht, der sich der Küste vom offenen Meer aus nähert. Es ist so gelegen und hat eine so große Leuchtweite, dass es auch aus großer Entfernung identifiziert werden kann.                                                             |
| Torfeuer                              | Feuerpaar, das die Seiten eines Fahrwassers kennzeichnet. |
| Warnfeuer                             | Es markiert mit z. B. roten Sektoren gefährliche Bereiche, mit grünen Sektoren wird häufig unsicheres Fahrwasser markiert. |
| Tagessichtmarke                       | Ein festes, künstliches oder natürliches Seezeichen (Bake, Pricke, Seeturm, Landmarke), das bei Tageslicht als Orientierungspunkt in Sichtweite des Navigators im Küstenbereich dient.                                                                                    |
| Feuerschiff                           | An einer bestimmten Position vor Anker liegendes Schiff, das als Leuchtfeuer ausgestattet ist und als Schifffahrtszeichen der Navigation dient. |